# Viande de chauve-souris

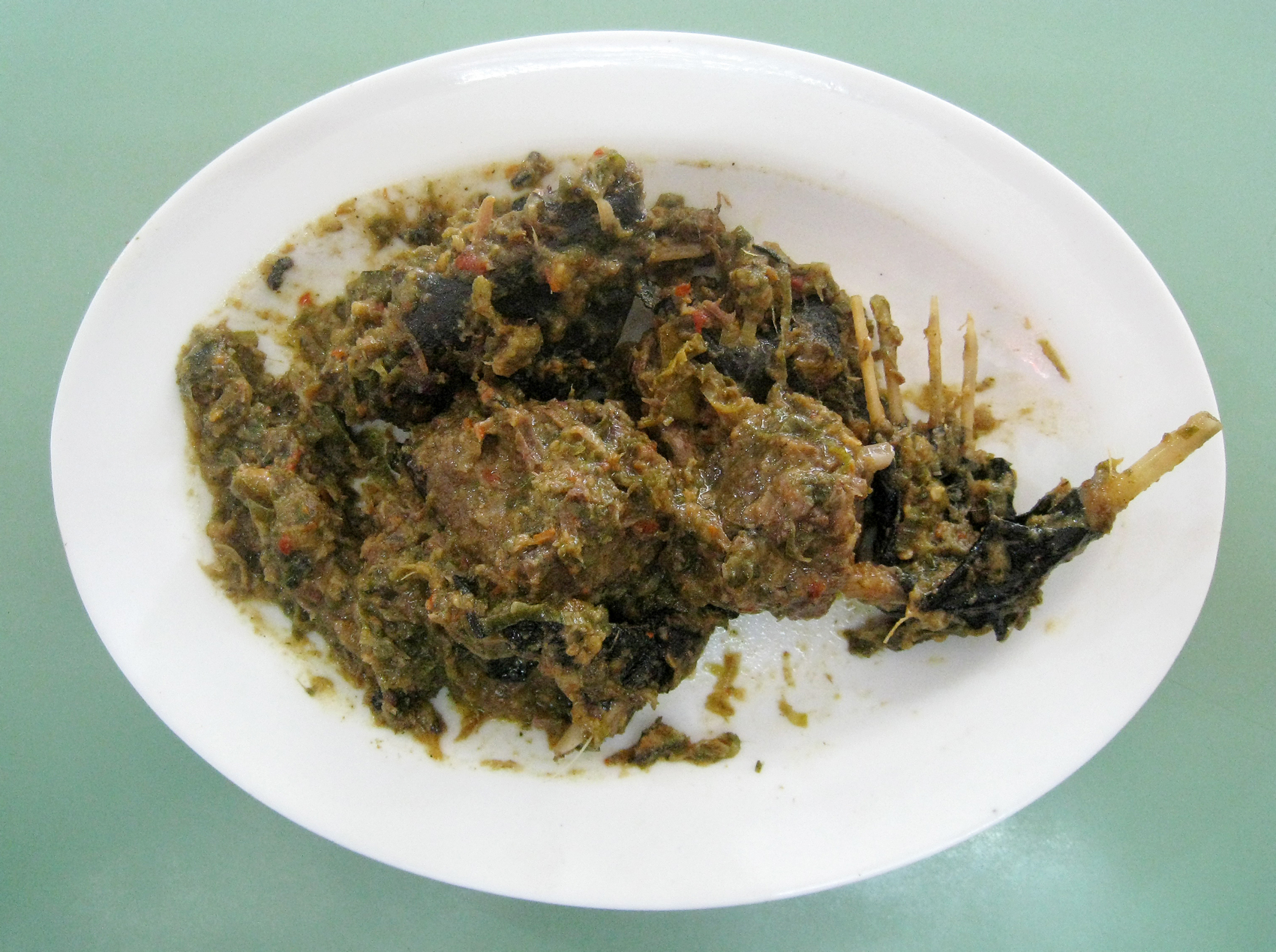
Paniki préparé avec de la viande de Roussette, plat local à Manado (Indonésie).

La viande de chauve-souris fait partie des viandes de brousses qui sont source d’alimentation humaine, principalement dans certains pays d'Afrique subsaharienne, d’Asie et d’Océanie.

## Espèces consommées
Là où ils sont présents les chiroptères de grande taille (Megachiroptera) sont plus recherchées, roussettes notamment, car portant plus de chair (selon l'édition de 1999 de l’ Oxford Companion to Food, le goût de la viande de Roussette ressemble à celui du poulet. 

Mais dans certains pays, des chauves-souris de plus petite taille sont également consommées.
Selon Hopkins, cette viande a un faible taux de matières grasses et est riche en protéines. 
C'est un mets très recherché par les Chinois qui considèrent parfois que sa consommation peut guérir l’asthme, les affections rénales et systémiques.

## Risques pour la sécurité alimentaire et la santé publique
Les chauves-souris (frugivores y compris) sont le réservoir de nombreux virus émergents (Henipavirus, SRAS, ancêtre du COVID-19), leur chasse, manipulation, préparation et consommation favorisent la transmission de ces virus à l'homme. Une morsure de chauve-souris peut aussi transmettre une forme de rage.
Le premier exemple démontré de ce risque a été que la consommation de viande de chauve-souris était, de manière chronique, sur l'île de Guam source directe d'une maladie neurologique grave, dite « syndrome de Guam ». 
En effet, le roussette des îles Mariannes (Pteropus mariannus), l'un des mets préféré de l'ethnie Chamorro, est vecteur d'une cyanobactérie, autrefois inconnue, qui produit une toxine BMAA, puissante, non détruite à la digestion, qui est bioaccumulée par les chauve-souris lorsque celles-ci se nourrissent de graines d'une espèce de Cycadaceae, Cycas micronesica lesquelles ont déjà bioaccumulée cette toxine provenant d'une bactérie symbiote de l'arbre. La raréfaction de cette roussette dans l'île de Guam a expliqué une diminution de l'incidence de la maladie chez les Chamorros,.
Selon la base de données « DBatVir », spécialement créée pour étudier les coronavirus de chauve-souris : entre 2005 et mai 2020, pas moins de 200 nouveaux CoV ont été identifiés chez les chauves-souris. 
Le virome connu et séquencé à ce jour des chiroptères est composé de CoV à 35% environ

## Préparation

Préparation des chauves-souris
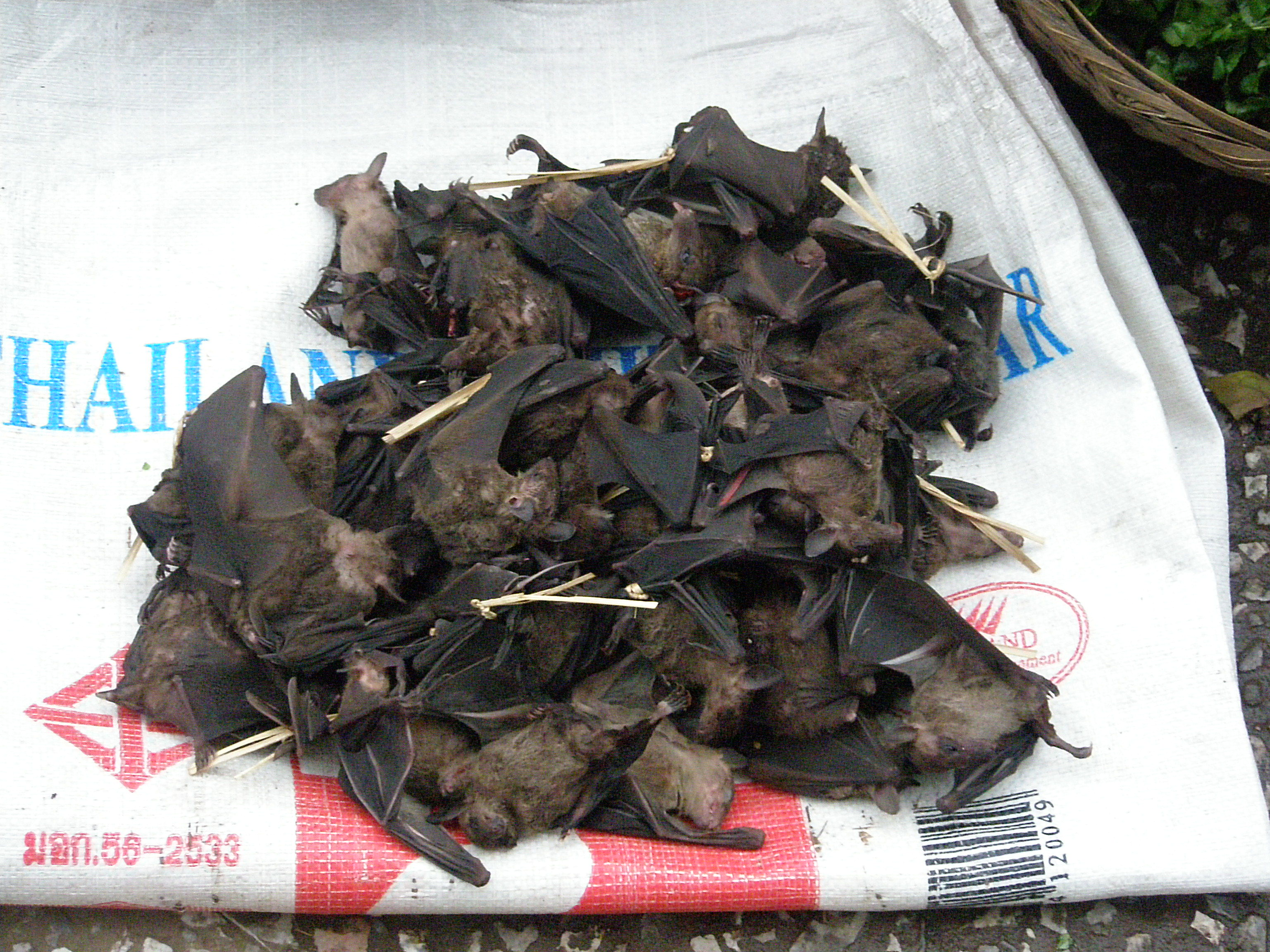
Chauve-souris destinées à être mangées, au Laos
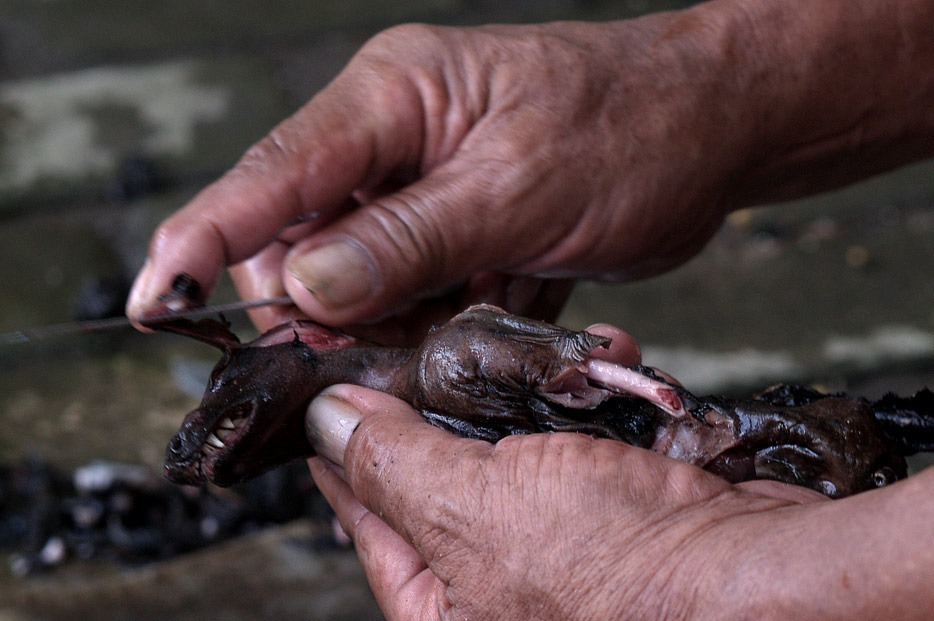
Préparation de chiroptères en vue de leur cuisson
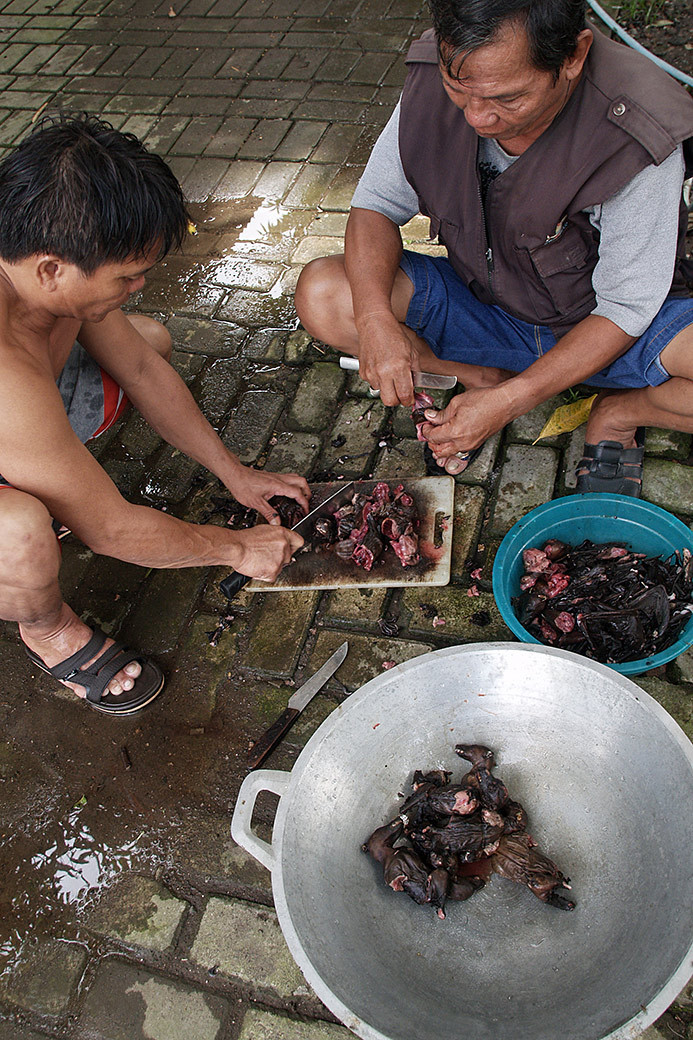
Autre image d'une préparation
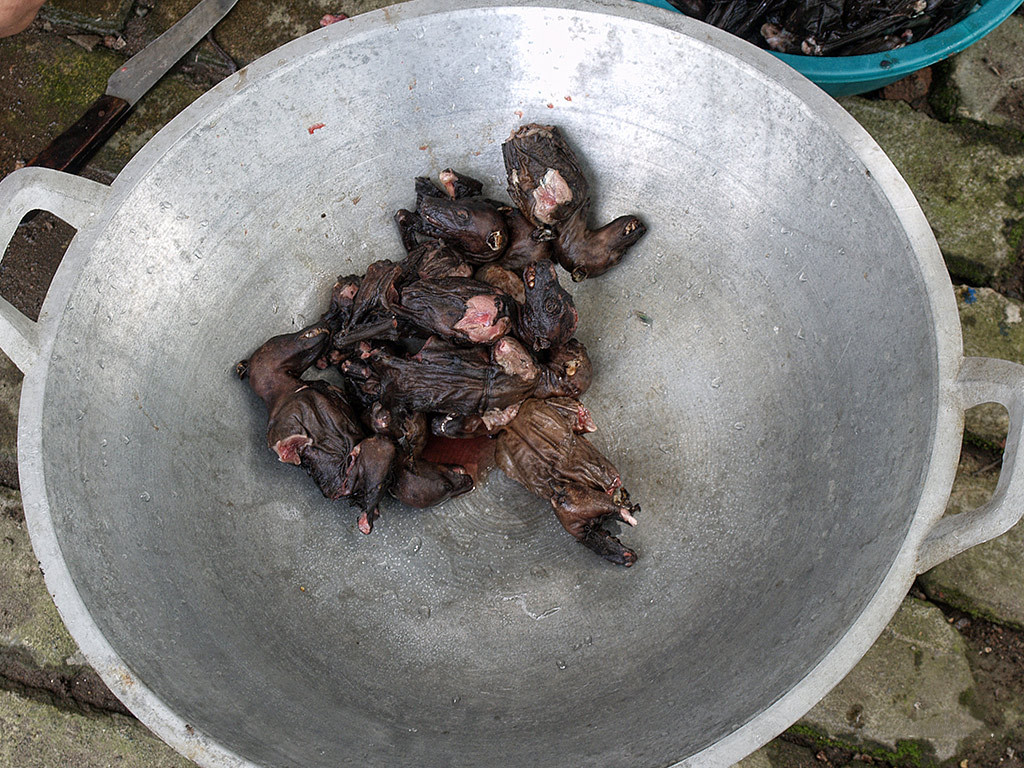
Animaux prêts à cuire

La viande de chauve-souris est préparée de plusieurs manières, grillée (notamment au barbecue), frite, cuite dans des ragoûts et des sautés. Lorsqu'elle est frite, toute la chauve-souris peut être cuite et consommée. Pendant qu'elle cuit, la viande peut émettre de fortes odeurs évoquant l'urine et les matières fécales, que l'on peut cacher en ajoutant de l'ail, de l'oignon, du piment ou de la bière durant la cuisson,
Des chiroptères sont encore couramment mangé dans certains pays. Par exemple le Paniki est un plat du Sulawesi du Nord, à base de chauve-souris frugivore ; on fait des soupes, des ragoûts et des currys,. 
Aux Palaos, la soupe de chauve-souris est considérée comme une délicatesse. 
Les chauves-souris frugivores sont utilisées dans une soupe palauenne avec du lait de coco, des épices et du gingembre. Le menu de certains restaurants du sud de la Chine comprend une casserole entière de chauve-souris.
À São Tomé-et-Principe, le ragoût de chauve-souris (dit « Estufa de morcego ») était et est encore un plat de fête.